# Revoluční demokratismus
Revoluční demokratismus je ideologie, která se rozvíjela v Rusku, Polsku, Bulharsku, Srbsku, v Čechách a na Slovensku, v Maďarsku a v Rumunsku v 19. století a v Číně koncem XIX. a počátkem XX. století, i v řadě jiných zemí. Formování a vývoj revolučně demokratické ideologie v Rusku jsou spojeny se jmény Bělinského,  Gercena, Ogarjova, Černyševského, Dobroljubova, Pisareva a dalších činitelů ruského osvobozenského hnutí. Revoluční demokraté byli přívrženci a hlasateli idejí utopického rolnického socialismu.
Utopický socialismus ruských revolučních demokratů se podstatně liší od utopických socialistických teorií západoevropských myslitelů — Thomase Mora, Campanelly, Saint-Simona, Fouriera a Owena. Ruští revoluční demokraté s k vědeckému komunismu přiblížili více než tito myslitelé. V protikladu k západoevropským utopickým socialistům, typiským reformistům, byli ruští materialisté XIX. století revolucionáři. Podle přesvědčení Gercena, Ogarjova, Černyševského a Dobroljubova musí socialismus vyrůst bezprostředně po revolučních přeměnách v zemi z rolnických občin a z „pracovních družstev“.
Teoretickými zdroji filozofie ruských revolučních demokratů byly Lomonosovův, Radiščevův a Feuerbachův materialismus a Hegelova dialektika. Při vysvětlování přírodních jevů ruští revoluční demokraté vystupovali jako materialisté a dialektici. Nejdůkladněji zkritizoval idealismus u jeho nejvýraznějšího představitele — Hegela — N. G. Černyševskij. Ruští revoluční demokraté nevedli v otázce poměru mezi materiálnem a duchovnem nesmiřitelný boj jen s idealisty, nýbrž i s vulgárními materialisty, kteří odmítali aktivní úlohu vědomí a snažili se redukovat psychické jevy na hmotné fyzikální a chemické procesy.
Ruští revoluční demokraté dobře znali učení západoevropských utopických socialistů. Při kritickém přepracování těchto učení dospěli k závěru, že socialismus vyžaduje zásadní revoluční přeměny. Ideje utopického socialismu se tak u nich spojovaly s výzvou k sociální revoluce.
Představiteli revolučně demokratického hnutí na Ukrajině byli Taras Ševčenko, Lesja Ukrajinka, Ivan Franko aj. Pod vlivem ruských revolučních demokratů se vytvořil světový názor K. Kalinowského v Bělorusku. Nejvýznamnějším stoupencem ruských revolučních demokratů v Arménii byl Mikael Nalbanďan. K revolučním demokratům patřili také Antanas Mackevičius v Litvě, Petr Ballod v Lotyšsku, Edward Dembowski v Polsku, Svetozar Marković v Srbsku atd.
Karl Marx a Friedrich Engels ve svých raných pracích také zastávali pozice revolučního demokratismu.